# Рацер, Борис Михайлович
Борис Михайлович Рацер (23 февраля 1930, Тифлис — 30 сентября 2012, Мюнхен) — советский и российский писатель, драматург, сатирик и поэт. В дуэте с Владимиром Константиновым был одним из самых плодовитых советских драматургов.

## Биография
Борис Рацер родился 23 февраля 1930 года в Тифлисе (в то время Закавказская Социалистическая Федеративная Советская Республика). В 1953 году окончил Ленинградский горный институт, работал инженером в НИИ «Гипроцемент».
С 1957 года начал печататься. Работал театральным автором и сценаристом со многими известными режиссёрами (Г. Товстоноговым, Н. Акимовым, И. Владимировым, Я. Фридом) и композиторами (В. Соловьёвым-Седым, А. Эшпаем, А. Петровым, В. Дмитриевым, Г. Портновым, О. Хромушиным, В. Шаинским, Г. Канчели, А. Журбиным). С 1957 года до середины 1990-х годов писал в соавторстве с Владимиром Константиновым. Наиболее известны пьесы «Ханума» (переложение пьесы А. Цагарели), «После двенадцати», «Инкогнито», «Левша», «Дульсинея Тобосская», «Ход конём», «Любовь без прописки», «Невеста из Парижа», «Гусар из КГБ», «Виновник торжества», «Стихийное бедствие». Написал около 60 пьес и 15 сборников сатирических стихов и фельетонов. В доперестроечное время драматургия Рацера и Константинова часто попадала под огонь критики, однако даже многие проходные их пьесы пользовались большой популярностью у театров и публики, не говоря уже о «Хануме», которая была положена в основу знаменитого спектакля БДТ. После кончины Константинова Борис Рацер написал мюзиклы «Еврейское счастье», «Шалом, Америка!», «Блуждающие звёзды», комедии «Старые русские» и «Русский медведь, или Танго в сентябре». Автор текстов песен к фильмам «Звезда экрана» (1974), «Лев Гурыч Синичкин» (1974), «Дульсинея Тобосская» (1980), «Блондинка за углом» (1984), «Тартюф» (1992).
Был членом Союза писателей России и Союза театральных деятелей России. Последние годы жил в Германии с женой Татьяной Катковской.
Умер 30 сентября 2012 года в Мюнхене (Германия). Похоронен там же на кладбище Перлахер Форст.

## Участие в творческих и общественных организациях
- Член Содружества русскоязычных литераторов Германии (СЛоГ) (2009—2012)

## Творчество

#### Пьесы
- «Сказка о любви» (Примерно 1962 год. Запрещенная ВУАПом пьеса. Была поставлена с разрешения Фурцевой в Одесском русском драматическом театре, быстро снята с репертуара властями.)
- «Ночной незнакомец», либретто (оперетта В. Дмитриева)
- «Левша» («Русский секрет», либретто, оперетта В. Дмитриева)
- «Улыбнись, Света!», либретто (оперетта Г. Портнова)
- «Мы хотим танцевать!», либретто (оперетта А. Петрова)
- «Странная особа», либретто (оперетта О. Хромушина)
- Тексты зонгов к спектаклю по пьесе Александра Володина «Дульсинея Тобосская» (Театр имени Ленсовета)
- «Любовь без прописки»
- «Десять суток за любовь»[7]
- «Невеста из Парижа»
- «Гусар из КГБ»
- «Виновник торжества»
- «Стихийное бедствие»
- «Еврейское счастье»
- «Шалом, Америка!»
- «Пол-Нью-Йорка мне теперь родня»
- «Блуждающие звёзды»
- «Испанская баллада»
- «Старые русские»
- «Русский медведь, или Танго в сентябре»
- «Проходной балл»
- «Дачный роман»
- «Ход конём»
- «Развод перед свадьбой»

#### Книги
- «Господа эмигранты»
- «Афоноризмы»
- «Рядышком со знаменитостями»

### Киносценарии
1. 1974 — Звезда экрана
2. 1978 — Ханума
3. 1982 — Продавец птиц
4. 1985 — Марица
5. 1992 — Быть влюблённым
6. 1992 — Невеста из Парижа
7. 1992 — Тартюф